# Hydrocotyle dielsiana
Hydrocotyle dielsiana là một loài thực vật có hoa trong Họ Cuồng. Loài này được H. Wolff mô tả khoa học đầu tiên năm 1929.